# Global Youth Action Network
Pour les articles homonymes, voir Gyan.
ONG internationale basée à New York aux États-Unis, le Global Youth Action Network (Réseau mondial d'action des jeunes) a pour but de mettre en réseau des jeunes du monde entier pour les inciter à s'engager.
Le GYAN coordonne le Global Youth Service Day (Journée mondiale du volontariat des jeunes) et représente les jeunes aux Nations unies.
Le GYAN a des groupes locaux aux États-Unis, au Brésil, au Liban et en France.